# Arebius platypus
Arebius platypus är en mångfotingart som beskrevs av Chamberlin 1941. Arebius platypus ingår i släktet Arebius och familjen stenkrypare. Inga underarter finns listade i Catalogue of Life.